# Atsushi Kaga
Atsushi Kaga (* 1978 in Tokio) ist ein japanischer Mixed-Media-Künstler. Er produziert Kunst in den Bereichen der Malerei, Skulptur und Plastik. Auch ist er im Druck und Design kreativ tätig. Zurzeit lebt er in Dublin und New York. Er kehrt für Ausstellungen regelmäßig nach Japan zurück. 2018 ist eine Einzelausstellung in der MAHO KUBOTA GALLERY in Harajuku zu sehen.

## Ausbildung
- 1997 Studium an der Tama Art University, Tokio
- 2001 Diploma am Coláiste Stiofáin Naofa, Cork
- 2005 Bachelor in Malerei am National College of Art and Design, Dublin

## Arbeiten
Atsushi Kaga ist ein Vertreter der aktuellen japanischen Kunstszene, die ihren Ausgangspunkt in den 1990er Jahren hatte. Handwerklich und inhaltlich orientiert er sich an dem tragenden Konzept der Dekade: Superflat. Typisch für dieses Konzept ist eine Vermischung der Stile von Malerei und Comickunst.
In der Presseerklärung der Jack Henley Gallery zur 2015 Ausstellung mit über 100 von Kagas Werken wird seine Kunst als „phantastisch und surreal“, „autobiographisch“ und bei näherer Betrachtung als Fenster in eine Welt bezeichnet, die „humorvoll, sardonisch, nervös und voller antwortloser Fragen, die sich mit dem menschlichen Zustand befassen“ ist.
Aufgewachsen mit der japanischen Popkultur (Manga, Anime, Merchandise) erschafft er als selbsternannter Otaku mit seiner Kunst und seinen Figuren (キャラクター) selbstreferenzielle, kulturpessimistische, melancholische und zugleich infantil tröstliche Narrative. In diesen künstlerischen Utopien versammelt er seine anthropomorphen Tierwesen, die menschliche Gefühle widerspiegeln.

## Charaktere
Seine Arbeiten entwerfen einen in sich abgeschlossenen Mikrokosmos mit wiederkehrenden Charakteren, z. B. der Hase („Usacchi“ oder „Bunny“), welcher als Selbstporträt des Künstlers gilt. Das Känguru repräsentiert seine Mutter und der Panda seinen Vater.

## Themen
Seine Werke behandeln Themen wie Isolation, Paranoia, Ängste, Identitätsfindung, Abhängigkeit/Süchte, Sexualität und Tod. Während diese Inhalte eine eher düstere, ernste Atmosphäre suggerieren, bringt die skurrile Kombination dieser tragischen Momente im Kawaii-Modus zum einen eine tröstliche Distanz, die die zwanghafte Realitätsflucht seiner Generation widerspiegelt, zum anderen einen seltsamen erheiternden, letztlich auf Galgenhumor beruhenden Effekt mit sich.

## Exemplarische Bildbeschreibung »Can I Fill Your Void«(2009)
Das Bild aus der Sammlung Jean Pigozzi ist mit Acrylfarben auf Leinwand gemalt und misst einen auf anderthalb Meter. Hervorstechendstes Merkmal ist ein comichafter, anthropomorpher rosa Hase im Stil einer Kinderbuchillustration mit schwarzen Ovalen als Augen und dem typischen „Ankerbogen“ als Mund. Der Hase füllt fast die gesamte Höhe des Bildes, wobei wiederum seine massiv wirkenden Ohren fast die Hälfte seiner sichtbaren Körpergröße ausmachen – die Figur ist etwa in der Mitte der Oberschenkel durch den unteren Bildrand abgeschnitten. Eine Einteilung des Körpers findet kaum statt. Selbst die riesigen Ohren sitzen beinahe übergangslos auf dem Kopf.
Die Arme sind ohne Gelenke wie biegsame Knetmasse gestaltet und haben keine erkennbaren Finger. Sie sind in zögerlicher Geste leicht ausgebreitet und wie der restliche Körper und der Blick des Hasen einer nicht sichtbaren dritten Person außerhalb des Bildes zugewandt. Zum Rücken hin ist die Figur mit Schwarz schattiert und bekommt so einen subtilen Eindruck von Plastizität.
Den Hasen umgibt ein bläulicher Schimmer, der ähnlich wie die Erdatmosphäre eine Grenzschicht zwischen dem Rosa und dem Schwarz des Hintergrundes bildet. Auf diesem Hintergrund sind mit leuchtenden, teils fluoreszierenden Farben Himmelskörper in kindlich-naiver Darstellung gemalt. Dutzende Planeten mit und ohne Ringe, Sterne, Nebel, aber auch künstliche Objekte wie Satelliten und sogar Luftballons, die entgegen der normalen Physik im dargestellten „Weltraum“ nach oben zu steigen scheinen. Ebenfalls zu sehen ist ein „Geschwader“ aus vier Pandas und nochmals ein Pärchen ebensolcher, die nur unausgemalt mit rosa Linien dargestellt sind. Dazu kommen rauchige/wolkige Ringe mit jeweils einem Nadelbaum, der auf ihrer Oberseite wächst und der ein Gesicht mit zwei großen Augen und einem Mund hat.
Auf dem Bild sind zwei Schriftzüge zu sehen. Der erste verläuft an den Ohren des Hasen entlang und lautet „Can I fill your void?“ („Kann ich deine Leere füllen?“). Der zweite hängt wie in einer unsichtbaren Sprechblase direkt über der gedachten Blickrichtung des Hasen und lautet „I will give you a hug.“ („Ich werde dich in den Arm nehmen.“) Beide Schriftzüge sind ebenfalls nur mit rosa Linien gemalt und innen schwarz gelassen. Die Buchstaben besitzen eine gewisse Dicke und einen pseudo-3D-Effekt durch eine wiederholte, abgesetzte Außenlinie.
Das Ego, repräsentiert durch den Hasen, „Usacchi“, welcher den Autoren auch in anderen Werten referenzieren soll, ist aufgeblasen und nimmt den zentralen Raum des dargestellten Universums ein, in welchem die Erde hinter ihn und an die Seite gedrängt ist, was Themen von Einsamkeit, Isolation, und Egozentrismus in den Vordergrund rückt.

## Ausstellungen

### Einzelausstellungen
- 2018 „The Search For Languorous Magic“ MAHO KUBOTA GALLERY, Tokyo
- 2015 „I am here with you“ Jack Hanley Gallery, New York
- 2013 „happily skipping backwards(2013–1978)“ motherʼs tankstation, Dublin
- 2010 „Rest with us in peace“ mother's tankstation, Dublin.
- 2010 „Project Room“ Artists Residency Programme, Irish Museum of Modern Art,
- 2009 „Why can we keep going forward? Because we forget the problem of yesterday“
- 2009 Galeria LEME, São Paulo, Brazil
- 2008 „I want to give love to socially neglected parts of you, that is my mission“
- 2008 Butler Gallery, Kilkenny
- 2007 „Bunnyʼs Darkness and Other Stories“ motherʼs tankstation, Dublin

### Gruppenausstellungen
- 2017 „The Way Things Go“ The Butler Gallery, Kilkenny, Ireland
- 2017 „It just happens to be“ Pallas Projects, Dublin
- 2015 „Friends Of Devil“ Jack Hanley Gallery, New York
- 2014 „SED TANTUM DIC VERBO (JUST SAY THE WORD).“ Blain | Southern, Berlin
- 2012 „I love those paintings (art, natural and social science)“ motherʼs tankstation, Dublin
- 2012 „One and Many“ Location One, New York
- 2011 „Astatic“ Sandra and David Bakalar Gallery, MassArt, Boston
- 2008 „Winter Salon“ Temple Bar Gallery, Dublin
- 2007 „Timelines“ Mermaid Centre, Wicklow, Ireland
- 2007 „Visual Fictions“ Fenton Gallery, Cork, Ireland (Curated by Cliodhna Shaffrey)
- 2006 „The Square Root of Drawing“ Temple Bar Gallery, Dublin
- 2006 „Getting on Motherʼs Nerves“ Motherʼs Tankstation, Dublin
- 2005 „A Moment in Time“ Temple Bar Gallery, Dublin

### Performances
- 2012 „Nerd Bag Project at Miami Basel“ Miami
- 2012 „Death, Void and Sometimes My Mother“ Location One, New York
- 2012 „Nerd Bag Project in New York“ Location One, New York
- 2010 „Nerd bag Project in Dublin“ IMMA, Dublin

## Preise
- 2016 Visual Arts Bursary, Arts Council of Ireland
- 2013 Visual Arts Bursary, Arts Council of Ireland
- 2012 Project Studio Award, Temple Bar Gallery and Studios, Dublin
- 2011 Travel Bursary, Arts Council of Ireland
- 2011 Mont Blanc Young Artist World Patronage Award
- 2010 Project Studio Award, Temple Bar Gallery and Studios, Dublin
- 2010 Visual Arts Bursary, Arts Council of Ireland
- 2009 Visual Arts Bursary, Arts Council of Ireland
- 2009 Cultural Ireland’s grant
- 2007 Visual Arts Bursary, Arts Council of Ireland